# Maialen Chourraut
Maialen Chourraut, född den 8 mars 1983 i Lasarte-Oria, Spanien, är en spansk kanotist.
Hon tog OS-brons i K-1 slalom i samband med de olympiska kanottävlingarna 2012 i London. Vid de olympiska kanottävlingarna 2016 i Rio de Janeiro tog hon en guldmedalj i K-1 slalom. Vid olympiska sommarspelen 2020 i Tokyo tog Chourraut silver i K-1 i slalom.